# سولتس ناد ویسوان
سولتس ناد ویسوان (به لهستانی:  Solec nad Wisłą) یک روستا در لهستان است که در گمینا سولتس ناد ویسوان واقع شده‌است. سولتس ناد ویسوان ۱٬۶۵۰ نفر جمعیت دارد.